# Jean Vanloo
Jean Vanloo (1938 - 7 april 2000) was een Belgisch impresario, muziekproducent en uitbater van meerdere muziekclubs. Hij had een talent voor het herkennen van muziekhits en -trends. In zijn beginperiode gebruikt hij ook de pseudoniemen Jack Donder en Tony Vale.

## Levensloop

### Zwemkampioen
Jean Vanloo was op jonge leeftijd een goed zwemmer en lid van de waterpoloploeg Les Dauphines Mouscronnois (DM). Hij was beroepshalve badmeester en zwemleraar in het oude zwembad van Moeskroen. Vanloo was toen al gebeten door het muziekvirus. Muzikanten kwamen hem tijdens zijn werkuren regelmatig in het zwembad opzoeken voor zakelijke besprekingen. Doordat zijn muzikale activiteiten de bovenhand kregen, besloot hij ontslag te nemen om zich volledig op de muziek toe te leggen.

### Huwelijken
Vanloo huwde Ginette Van Pottelberge (Croix-lez-Rouveroy (FR), 1932 - Moeskroen, 2014)  de zuster van Paul Van Pottelberge, die zijn vriend en collega badmeester was. Het gezin Vanloo kreeg twee kinderen: Jean-Yves en Laurence Vanloo. Hij hertrouwde met Muriel Frimand, later gekend als uitbaatster van de H2o Club (1996-2019) in de Henegouwse gemeente Pecq.

### Twenty Club
Op de Moeskroense Grote Markt, boven de zaak Le relais de la Poste van zijn schoonouders, startte hij rond 1964 de Twenty Club. Deze club werd zowel bezocht door Belgische als Franse klanten. De Franse jeugd was er op zoek naar andere muziek dan hun lokale chansons en yé-yé. Via de Engelsman Eric "Rikki" Stein (1942) slaagde hij erin om diverse artiesten tot in Moeskroen te krijgen zoals: The Animals, The Moody Blues, The Small Faces, The Kinks en The Yardbirds. Samen hadden ze ook Jimi Hendrix geboekt, die na een hit te scoren niet meer wou opdagen, maar ze konden hem overtuigen en Hendrix trad alsnog op in de Twenty Club op 5 maart 1967. Vanloo creëerde ook een tweede Twenty Club in de Franse stad Lens.

### Marcel De Keukeleire
Vanloo was in de jaren zestig actief met rockmuziek. Samen met Marcel De Keukeleire, een Moeskroens accordeonist, eigenaar van een platenwinkel en muziekuitgever, produceerde hij enkele jaren diverse nummers en artiesten. In deze periode schreef en produceerde hij ook onder de pseudoniemen Jack Donder en Tony Vale. Samen met De Keukeleire produceerde hij Les Sunlights een groepje met de 3 Franse broers Cogoni uit Roubaix, bekend van hits als Le Déserteur en Les Roses Blanches. Op een bepaald moment liep de samenwerking met De Keukeleire niet meer naar zijn verwachting en ging Vanloo alleen en zonder verdeling van hun artiesten opnieuw van nul van start.

### Disco
In 1977 bracht Vanloo zijn eerste disco-productie uit met Moving like a Superstar gezongen door Amadeo Barrios, een bekend choreograaf die eigenlijk inviel voor een zanger die niet opdaagde. In Frankrijk verwees men naar de belgeries voor de muziek die Vanloo eerder uitbracht. Met de start van disco-producties schudde hij dit etiket van zich af. 
Wellicht zijn bekendste discoproductie was Born to Be Alive met Patrick Hernandez uit 1979. Omdat er nood was aan een begeleidende act organiseerde Vanloo met zijn partner Jean-Claude Pellerin hetzelfde jaar in mei nog een casting voor dansers in de New Yorkse buurt van Broadway. Hierbij viel een zekere Louise Ciccone direct op. Hij nam haar samen met andere danseressen mee naar Parijs om haar daar te lanceren.  Hij probeerde haar te laten zingen en stelde haar de titel Like a disco queen voor. Louise weigerde keer op keer en vloog enkele maanden later terug naar de VS, waar ze in 1982 bekend werd als Madonna met het nummer Everybody. 

### Elektrische muziek
In 1987 produceerde Vanloo zijn eerste elektronische muziek met Mammy van Dobel You. Hierna volgden automatisch techno- en housenummers. Zijn dochter Laurence volgde deels in zijn voetsporen. Zij nam, alleen of met haar vader,  in de jaren 90 in Kooigem een kleine club over die de befaamde techno-house tempel At the Villa zou worden.

### Overlijden
Jean Vanloo kreeg een diagnose van stembandkanker. Hij kreeg het gezwel in eerste instant onder controle en leefde nog een tijd tot de ziekte zich opnieuw manifesteerde. Hij stierf op vrijdag 7 april 2000. 
Over zijn decennialange carriere produceerde Jean Vanloo zo'n 200 titels en verkocht meer dan 60 miljoen platen. Sommige collega's zagen hem als een visionair en omschreven hem als de Jules Verne van de muziek.

## Trivia
- In 2018 werd de biografische documentaire Jean Vanloo: King of Clubs van Julien Segard uitgebracht. [7]